# Porsche 961
El Porsche 961 es la versión de competición del Porsche 959, para correr en el Grupo B.
Concebido en 1986, fue inscrito ese año en el circuito Daytona International Speedway (campeonato IMSA GT americano ) y en las 24 Horas de Le Mans bajo la bandera de Porsche AG ; fue pintado con el tradicional color blanco de los coches de competición de la casa alemana.  El 961 es el primer coche de 4 ruedas motrices que participó en la prueba de Le Mans. Su regularidad le permitió terminar la carrera en séptima posición (primer IMSA GTX) rodeado de  prototipos de Porsche 956 y 962 .
De nuevo en la salida de las 24 Horas en 1987 , integrado en esta ocasión en el equipo Rothmans-Porsche. Terminó la carrera tras un problema en la caja de cambios y una salida de pista, incendiándose en el viraje Porsche cuando el piloto intentó llevar el coche al pitlane . 
El Porsche 961 no tuvo permanencia en la competición desde entonces. El 961 con el dorsal 203 de 1987 fue reparado y se conserva en el Museo Porsche de Stuttgart.
Sólo corrió tres carreras. Los planes para vender el coche a los clientes fueron desechados, cuando el grupo de clase B fue cancelado.

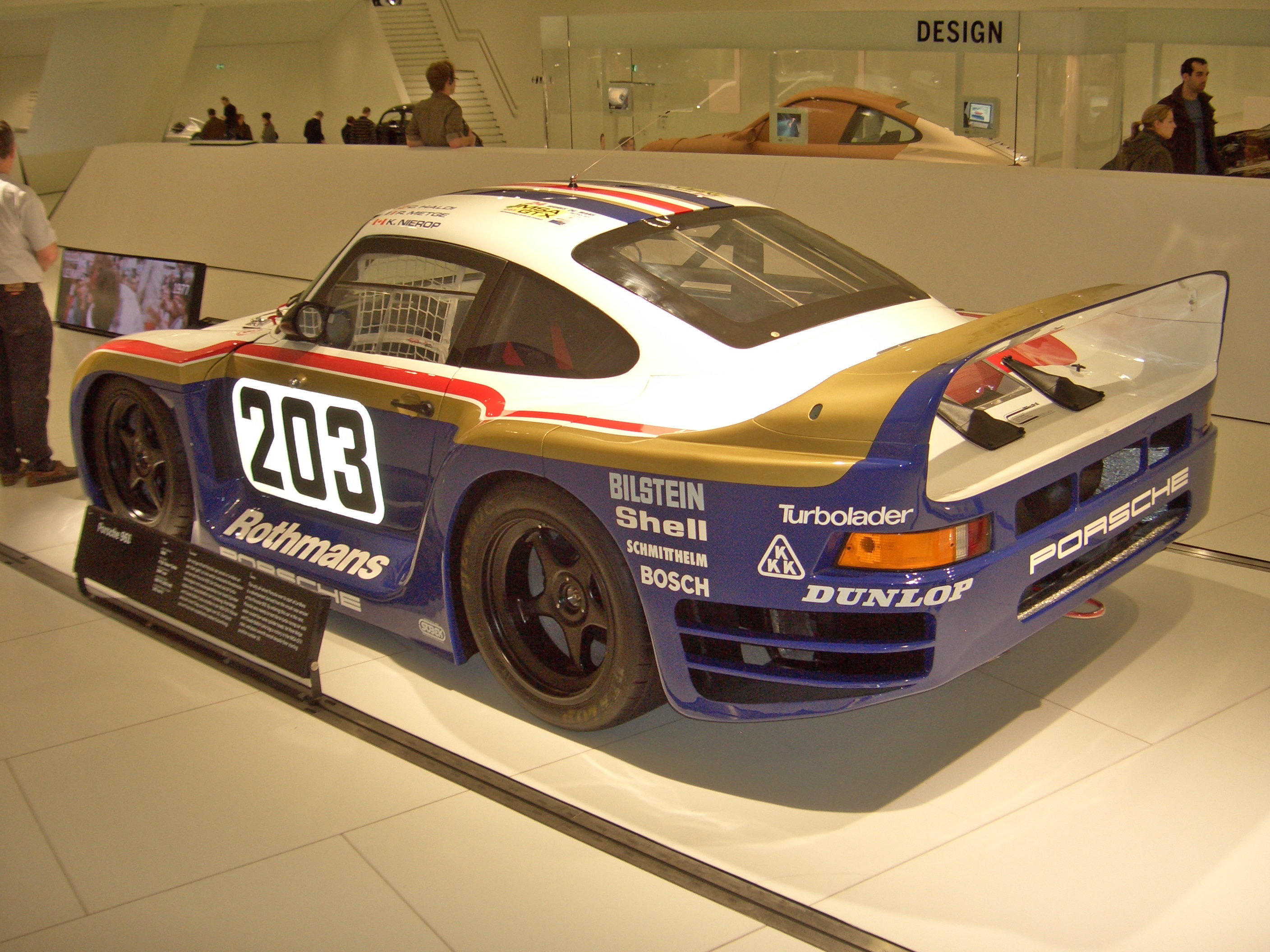
Zaga del Porsche 961